# Sopa de casamento
A Sopa de Casamento é um produto tradicional de Portugal, que integra a carta gastronómica das aldeias de xisto. Surgiu no Convento de Santa Maria de Semide, e foi generalizada a partir das invasões francesas.
A sopa de casamento é feita a partir do molho da chanfana (que foi uma das finalistas das 7 maravilhas da gastronomia de Portugal), e é rica em gordura e sucos da carne. Era tradicionalmente oferecida pelos noivos no dia seguinte ao casamento, aproveitando os pedaços de carne que tenham sobrado do dia anterior.